# Submission wrestling
Submission wrestling er en form for international brydning som er anerkendt af det internationale brydeforbund, FILA.
Submission wrestling er meget ligesom Brasiliansk Jiu-jitsu, hvor hovedforskellen ligger i at man ikke bruger den traditionelle gi-dragt, men snarere bruger almindelig træningstøj. Mest normalt er at bruge kortbukser (shorts) og rash guard (tætsiddende trænningsskjorte, ofte med lange ærmer). Teknikker som benyttes er låsinger, kvælninger og kast. Det er ikke tilladt at anvende slag og spark eller lignende.

## Turneringer
- ADCC Submission Wrestling World Championship

## Norske mestere
- John Olav Einemo, ADCC Submission Wrestling World Championship – 88-98 kg (2003)